# Le Cheval et l'Enfant (film, 1955)
Pour les articles homonymes, voir Le Cheval et l'Enfant.
Pour plus de détails, voir Fiche technique et Distribution.
Le Cheval et l'Enfant ou Le Cheval fantōme (幻の馬, Maboroshi no uma) est un film japonais réalisé par Kōji Shima, sorti en 1955.

## Fiche technique
- Titre : Le Cheval et l'Enfant[1]
- Titre alternatif : Le Cheval fantôme[2]
- Titre original : 幻の馬 (Maboroshi no uma?)
- Réalisation : Kōji Shima
- Scénario : Kimiyuki Hasegawa et Kōji Shima
- Musique : Kōji Shima et Sentarō Ōmori
- Photographie : Michio Takahashi
- Direction artistique : Kōichi Takahashi
- Production : Masaichi Nagata
- Société de production : Daiei
- Société de distribution : Daiei
- Pays d'origine :  Japon
- Langue originale : japonais
- Format : couleur - 1,37:1 - 35 mm - son mono
- Genre : drame
- Durée : 90 minutes (métrage : douze bobines - 2 476 m[3])
- Dates de sortie : 
  - Japon : 20 juillet 1955[3]
  - France : 13 juillet 1956[4]
- Affiche : Jean Mascii (France)

## Distribution
- Ayako Wakao : Yuki Shiraishi
- Yukihiko Iwatare : Jiro Shiraishi
- Akihiko Yusa : Ichiro Shiraishi
- Yoshirō Kitahara : Toki Onoshi
- Bontarō Miake (ja) : Yasuke Shiraishi
- Koreya Senda : Hamamura
- Eijirō Yanagi : Hyogoro Onishi

## Distinctions
Le film a été présenté en sélection officielle en compétition au Festival de Cannes 1956.